# Jean van Neercassel
Johannes Baptista van Neercassel (Gorinchem, 1625 – Zwolle, 6 juin 1686) fut vicaire apostolique de la Mission de Hollande de 1663 à 1686.

## Biographie
Il fit ses études à Louvain et à Paris, où il entra chez les Oratoriens. Ayant été ordonné prêtre en 1648, il rejoignit en 1652 la Mission aux Pays-Bas, fut consacré évêque titulaire de Castorie (de) en 1662 par Marco Galli avec comme co-consécrateurs Eugeen Albert d'Allamont (nl) et Adrian van Walenburch (en) et nommé vicaire apostolique l'année suivante.
À ce titre, il entretint de bonnes relations avec les autorités civiles, obtenant une certaine tolérance à l'égard des catholiques. Après la prise d'Utrecht par les Français en 1672, ceux-ci autorisèrent l'exercice public du culte : la cathédrale fut aménagée en église et Van Neercassel y célébra plusieurs fois la messe. Le 22 août 1673, il organisa même une grande procession du Saint-Sacrement dans les rues de la ville. Van Neercassel espérait rétablir à Utrecht un siège épiscopal, mais Rome se montra fort hésitant, n'étant guère favorable à une restauration du siège sous tutelle française.
Les libertés dont jouissaient les catholiques prirent fin en 1673, lorsque les Français durent se retirer d'Utrecht. Craignant des persécutions de la part des protestants, Van Neercassel jugea plus à propos de quitter provisoirement la Hollande. De l'étranger, et plus tard de Leyde, il poursuivit son travail de mission dans la République. Il mourut des suites d'une pneumonie.
Figure respectée sur le plan international, disposant d'excellents contacts en France et à Rome, Johannes van Neercassel représentait le jansénisme spiritualiste et entretenait de bonnes relations avec Port-Royal. À la longue, les Jésuites réussirent à saper sa position, et son ouvrage théologique Amor poenitens (1683) fut mis à l'Index après sa mort.